# Родники (Зеленоградский район)
Родники — посёлок в Зеленоградском районе Калининградской области. До 2016 года входил в состав Ковровского сельского поселения.

## Население
| 2002 | 2010 |
| ---- | ---- |
| 13   | ↘11  |

## История
В 1946 году Радникен (Radnicken) был переименован в поселок Родники.